# قصعين شريفي
قصعين شريفي (الاسم العلمي: Salvia sharifii) هو نوع نباتي يتبع جنس القصعين من فصيلة الشفوية.